# Modelvertrag
Ein Modelvertrag – auch Model Release genannt – ist die schriftliche Zustimmung einer fotografierten Person zur Verwendung und Veröffentlichung ihres Bildes durch den Fotografen.

## Rechtliche Grundlagen
In einigen Staaten, so auch in Deutschland, Österreich und der Schweiz, sind Personenbildnisse durch das Recht am eigenen Bild geschützt. Ihre Nutzung und Verbreitung bedarf in der Regel der Einwilligung durch die abgebildete Person oder – z. B. im Fall von Minderjährigen – durch ihre gesetzlichen Vertreter.
Eine solche Einwilligung kann mündlich, schriftlich und durch schlüssiges Verhalten stillschweigend (konkludent) erteilt werden. Ein Modelvertrag wird jedoch in der Praxis zu Beweiszwecken insbesondere dann abgeschlossen, wenn ein Fotograf das von ihm erstellte Foto einer Person des nicht-öffentlichen Lebens (im Unterschied zu Personen der Zeitgeschichte) kommerziell verbreiten möchte. Ein Model Release regelt üblicherweise die erlaubten Nutzungsarten des Fotos (wie etwa Berichterstattung, Werbung, Eigenwerbung des Fotografen und Nutzungen durch die abgebildete Person), die Dauer der Rechteeinräumung, die erlaubte oder erforderliche Nennung der abgebildeten Person sowie ihre Vergütung. Der Vertrag kann nur in Ausnahmefällen widerrufen werden.
Manche Bildagenturen fordern grundsätzlich einen Modelvertrag, wenn erkennbare Personen Hauptbestandteil eines Fotos sind. Für Personenfotos auf Privatgrundstücken kann zusätzlich eine Fotografiererlaubnis notwendig sein.